# Bojana Radulovics
Bojana Radulovics (serbisch-kyrillisch Бојана Радуловић; * 23. März 1973 in Subotica, SFR Jugoslawien) ist eine ehemalige ungarische Handballspielerin. Sie wurde von der Internationalen Handballföderation zweifach als Welthandballerin im Jahr 2000 und 2003 ausgezeichnet. Mit der ungarischen Frauen-Handballnationalmannschaft gewann sie 2000 bei den Olympischen Spielen die Silber-Medaille, sowie bei der Handball-Weltmeisterschaft der Frauen 2003 die Bronze-Medaille. Auf europäischer Ebene konnte sie bei der heimischen Handball-Europameisterschaft der Frauen 2004 ebenfalls die Bronze-Medaille im Spiel um Platz 3 beim 29:25-Sieg gegen Russland gewinnen.

## Karriere

### Vereine
Radulovics begann ihre Karriere als Jugendliche in ihrer Geburtsstadt. Ihre Profi-Karriere begann bei ŽRK Radnički Belgrad, mit dem sie den EHF-Europapokal der Pokalsieger der Frauen 1990/91 gewann. Später wechselte sie zu spanischen Erstligisten Mar Valencia. Anschließend wechselte sie in die ungarische Liga zu Caola SE und wurde in der Saison 1994/95 Torschützenkönigin der ersten ungarischen Liga.
Nach nur einer Saison bei Caola SE wurde sie von Dunaferr NK verpflichtet. Sie wurde aufgrund ihres kreativen Spiels, ihrem Teamspiel und ihrer Torgefährlichkeit zur Schlüsselspielerin in ihrem neuen Verein. Ihren ersten großen Erfolg erreichte sie 1998, als Dunaferr NK den EHF-Pokal der Frauen 1997/98, die ungarische Meisterschaft und den ungarischen Pokal gewann. Radulovics wurde in der Liga drittbeste Torschützin mit 170 Toren.
Durch den Gewinn der ungarischen Meisterschaft konnte sich Danuferr NK für die EHF Champions League der Frauen 1998/99 qualifizieren und gewann im Finale gegen Krim Ljubljana. Später gewann Radulovics noch die EHF Champions Trophy 1998/99. In ihrer Zeit bei Dunaferr konnte sie fünf Meisterschaften und fünf Pokale gewinnen. Für ihre sportlichen Leistungen für den Verein wurde sie im Jahr 2001 zur Ehrenbürgerin der Stadt Dunaújváros ernannt.
Im März 2006 erklärte Radulovics mit dem Handball spielen aufhören zu wollen, erhielt jedoch ein Angebot von Győri Audi ETO KC und unterschrieb bei diesem einen einjährigen Vertrag. Am 8. Oktober 2006 verletzte sie sich an der Schulter, als sie gegen ihren damaligen Club Dunaferr spielte. Nach Monaten der Heilung konnte sie wieder spielen und gewann mit Győri Audi ETO KC ihren sechsten ungarischen Vereinspokal. Nach der Saison verlängerte sie ihren Vertrag nicht und beendete vorerst ihre Handballkarriere.
Im September 2009 wurde in den ungarischen Medien erstmals über Radulovics Comeback bei ihrem ehemaligen Verein Dunaferr NK, der sich in Dunaújvárosi Kohász Kézilabda Akadémia umbenannt hatte, berichtet. Grund für ihr mögliches Comeback war der Verlust vieler Spieler aus wirtschaftlichen Gründen. Dieses Gerücht bewahrheitete sich und sie spielte ihr erstes Spiel nach einer zweijährigen Pause am 18. September 2009 gegen Hunnia KSK und warf dabei 5 Tore. In der Saison 2010/11 wurde sie sich im Alter von 38 Jahren 12te der Torschützenliste der ungarischen Liga.
Der Stadtrat von Dunaújváros ernannte Radulovics am 28. Oktober 2010 als Verantwortliche für den weiblichen Bereich der neu gegründeten Handballakademie Dunaújvárosi Kohász Kézilabda Akadémia, welche im September 2011 eröffnet wurde und in Kooperation mit der örtlichen Schule arbeitet.
Am 10. August 2011 beendete auf Anraten ihres Arztes ihre professionelle Handballkarriere, um sich vollständig auf ihre Tätigkeit in der Handballakademie zu konzentrieren.

### International
Radulovics lief 70 Mal für Jugoslawien auf, bevor sie sich 1999, nachdem sie viele Jahre in Ungarn gespielt hatte, entschied die ungarische Staatsbürgerschaft anzunehmen und Ungarn auf internationaler Ebene zu repräsentieren. Sie feierte ihr Debüt für die Ungarn am 25. Juli 2000 gegen Frankreich und spielte noch im selben Jahr bei den Olympischen Spielen 2000 in Sydney. Nachdem sie ihre Mannschaft im Viertelfinale gegen Österreich mit einem Tor in die Verlängerung retten konnte, die mit 28 zu 27 Toren gewonnen werden konnte, erreichte sie über Norwegen das Finale gegen Dänemark. Dieses konnte sie mit ihrer Mannschaft nicht für sich entscheiden, jedoch wurde sie in das All-Star-Team der Olympischen Spiele gewählt und gewann mit der Nationalmannschaft die Silbermedaille. Für ihre Leistungen im selbigen Jahr wurde sie als Ungarns Handballerin des Jahres und als Welthandballerin durch die IHF ausgezeichnet.
Wegen einer Knieverletzung verpasste Radulovics die Handball-Europameisterschaft der Frauen 2000, bei der Ungarn Europameister wurde. Nach ihrer Genesung kehrte sie zur Vorbereitung für die Handball-Weltmeisterschaft der Frauen 2001 zurück, verletzte sich jedoch wieder im Vorrundenspiel gegen Spanien. Sie konnte am restlichen Turnier nicht mehr teilnehmen und Ungarn wurde lediglich Sechster.
Wegen ihrer Verletzung und ihres Mutterschaftsurlaubs spielte Radulovics bis 2003 nicht für die Nationalmannschaft. Zur Handball-Weltmeisterschaft der Frauen 2003 kehrte sie wieder in die Mannschaft zurück und erreichte mit dieser das Finale gegen Frankreich. Dieses wurde mit 32 zu 29 Toren verloren, nachdem Frankreich in der 60. Minute durch einen 7-Meter-Wurf die 28:27-Führung ausgleichen konnte und sich so in die Verlängerung retten konnte. Radulovics warf im Finale 13 Tore, wurde mit 97 Toren Torschützenkönigin des Turniers, in das All-Star-Team gewählt und später zum zweiten Mal zur Welthandballerin 2003 gewählt.
Bei den Olympischen Spielen 2004 wurde sie Torschützenkönigin mit 54 Toren und erreichte mit der Nationalmannschaft den 5. Platz, nachdem sie das Platzierungsspiel gegen Spanien mit 38 zu 29 Toren, davon 10 eigene geworfene Tore, gewinnen konnte.
Am 18. Oktober 2004 wurde sie mit dem SportStars Award im Olympischen Museum in Lausanne ausgezeichnet. Unter den 54 geladenen Sportlern waren Welt- und Olympiameister, wie Jelena Gadschijewna Issinbajewa, Tennisstar Roger Federer und Justine Henin, Basketballspieler Pau Gasol und Fünfkämpferin Zsuzsanna Vörös.
Radulovics letztes großes Turnier war die Handball-Europameisterschaft der Frauen 2004 vor heimischer Kulisse. Leider konnte sie nicht, wie sie es sich erhofft hatte, die Gold-Medaille gewinnen, denn sie musste sich im Halbfinale gegen den späteren Europameister Norwegen mit 29 zu 44 geschlagen geben. Am 19. Dezember 2004, im Platzierungsspiel gegen Russland, trug Radulovics das letzte Mal in ihrer Karriere das Trikot der ungarischen Nationalmannschaft. Sie warf 12 Tore, gewann die Bronze-Medaille mit Ungarn und wurde Torschützenkönigin mit 72 Toren.

"Ich denke nicht, dass ich neben der Familie und den Vereinspflichten noch genug Kraft habe. Es ist Zeit für die junge Generation." – sagte die 31 Jahre alte Radulovics direkt nach einem Spiel in einem Interview mit Tränen in den Augen.

2010 wurde Radulovics zur Sportface Handball Gala eingeladen, wo sie an einem Showspiel zwischen dem ungarischen Olympiateam und dem dänischen Olympiateam von 2000 teilnahm. Das Wiederholungsspiel des Finales der Olympischen Spiele, Sydney 2000 – Reloaded, endete mit einem Unentschieden. Vor dem Anwurf des Spiels wurde sie vor tausenden Fans in der Főnix Hall als Ungarns Handballerin des Jahrzehnts ausgezeichnet.
Im September 2011 wurde Radulovics Handabdruck und Unterschrift auf der Wand der ungarischen Sportstars verewigt.

## Erfolge
- Nemzeti Bajnokság I:
  - Sieger: 1998, 1999, 2001, 2003, 2004

- Magyar Kupa:
  - Sieger: 1998, 1999, 2000, 2002, 2004, 2007

- EHF Champions League
  - Sieger: 1999

- Europapokal der Pokalsieger:
  - Sieger: 1991

- EHF-Pokal:
  - Sieger: 1998
  - Finalist: 2003

- EHF Champions Trophy:
  - Sieger: 1999

- Olympische Spiele:
  - Silbermedaille: 2000
  - 5. Platz: 2004

- Handball-Weltmeisterschaft:
  - Silber: 2003
  - 6. Platz: 2001

- Handball-Europameisterschaft:
  - Bronze: 2004
  - 5. Platz: 2002

## Auszeichnungen
- Torschützenkönigin der ersten ungarischen Liga: 1995
- All-Star-Team der Olympischen Spiele: 2000
- Ritterkreuz des Verdienstordens der Republik Ungarn: 2000
- Ungarns Handballerin des Jahres: 2000
- Welthandballerin: 2000, 2003
- Ehrenbürgerin der Stadt Dunaújváros: 2001
- Torschützenkönigin der Handball-Weltmeisterschaft: 2003
- All-Star-Team der Handball-Weltmeisterschaft: 2003
- Torschützenkönigin der Handball-Europameisterschaft: 2004
- Torschützenkönigin der Olympischen Spiele: 2004
- SportStars Award: 2004
- Ungarns Handballerin des Jahrzehnt: 2010